# Liste der Baudenkmäler im Wuppertaler Stadtbezirk Elberfeld-West
Die Liste der Baudenkmäler im Wuppertaler Stadtbezirk Elberfeld-West enthält die denkmalgeschützten Bauwerke auf dem Gebiet des Stadtbezirks Wuppertal-Elberfeld-West in Nordrhein-Westfalen (Stand: November 2011). Diese Baudenkmäler sind in der Denkmalliste der Stadt Wuppertal eingetragen; Grundlage für die Aufnahme ist das Denkmalschutzgesetz Nordrhein-Westfalen (DSchG NRW).

Der Stadtbezirk ist gegliedert in die Wohnquartiere: Sonnborn, Varresbeck, Nützenberg, Brill, Arrenberg, Zoo und Buchenhofen.

## Liste der Baudenkmäler im Wuppertaler Stadtbezirk Elberfeld-West

### Sonnborn
siehe Liste der Baudenkmäler im Wuppertaler Wohnquartier Sonnborn

### Varresbeck
siehe Liste der Baudenkmäler im Wuppertaler Wohnquartier Varresbeck

### Nützenberg
siehe Liste der Baudenkmäler im Wuppertaler Wohnquartier Nützenberg

### Brill
siehe Liste der Baudenkmäler im Wuppertaler Wohnquartier Brill (A–F), Liste der Baudenkmäler im Wuppertaler Wohnquartier Brill (G–O) und Liste der Baudenkmäler im Wuppertaler Wohnquartier Brill (P–Z)

### Arrenberg
siehe Liste der Baudenkmäler im Wuppertaler Wohnquartier Arrenberg (A–F) und Liste der Baudenkmäler im Wuppertaler Wohnquartier Arrenberg (G–Z)

### Zoo
siehe Liste der Baudenkmäler im Wuppertaler Wohnquartier Zoo (A–J) und Liste der Baudenkmäler im Wuppertaler Wohnquartier Zoo (K–Z)

### Buchenhofen
siehe Liste der Baudenkmäler im Wuppertaler Wohnquartier Buchenhofen